# Фролова В'ячеслава Владиславівна
Фроло́ва В'ячеслава Владисла́вівна, також відома як Слава Фролова (9 червня 1976, Одеса) — українська телеведуча, журналістка, режисерка, член журі телешоу «Україна має талант», на телеканалі СТБ . Засновниця Фонду розвитку та підтримки молодого мистецтва України Slava Frolova-Group.

## Життєпис
Слава Фролова народилася в Одесі 9 червня 1976 року, у родині моряка. З дитинства захоплювалася мистецтвом , тому самостійно записалася в студію образотворчого мистецтва ім. Яші Гордієнка при Одеському Палаці Піонерів .
Потім вступила до дитячої художньої школи № 1 ім. К. К. Костанді [Архівовано 22 вересня 2017 у Wayback Machine.], де серйозно захопилася скульптурою. Початкову освіту дістала в середній школі-гімназії № 9. У 1992 році Слава Фролова вступає в ОГХУ ім. М. Б. Грекова на факультет скульптури.
З 1993 року працює в одеській телерадіокомпанії «ТРК Глас» як радіоведуча на радіостанції, що входила до складу телерадіокомпанії «Глас» — «Europa Plus». Уже 1995 року очолила студію з виробництва реклами і телепередач одеського 45 телеканалу, а також продовжувала роботу радіоведучої.
1998 року переїжджає до Києва. Спочатку працює режисеркою на каналі «КТМ» (Кабельне Телебачення Міста) і вступає у КНУКіМ на факультет режисера телебачення і кіно (курс Ігоря Негреску). Наприкінці 1998 року починає працювати у наймоднішому на той час нічному клубі країни «Динамо Люкс» як ведуча та артдиректорка. Вела ефіри на радіо Супер-Нова, яке ретранслювали прямі включення з концертів зірок, організованих Славою. Паралельно Фролова працювала на Новому каналі, який щойно відкрився, у ранковому ефірі програми Підйом. Продовжувала працювати ведучою на радіостанціях: Радіоактивність, Рускоє радіо, Гала радіо. Стала ведучою музичного каналу «BizTV».
У 2001 році Слава працює артдиректоркою мережі ресторанів «Козирна Карта», що тільки-но набирала популярності. А в 2002 відкрила власне івент-агентство «ARBUZ». Продовжувала працювати журналісткою, вела рубрику «Щоденник ледарки» (рос. "Дневник бездельницы") в журналі Zefir під псевдонімом «Манічка Велічко». Крім цього, вела ранкове шоу «Гутен Морген» на телеканалі М1. Входила до експертної ради телепрограми «Хочу заміж» на Новому каналі, а з 2009 — одна з трьох суддів більшості сезонів талант-шоу «Україна має талант» на телеканалі «СТБ».

## Slava Frolova-Group
Наприкінці 2012 року Слава Фролова стала засновницею проєкту підтримки молодого мистецтва України Slava Frolova-Group. Основною метою проєкту є підняття художнього і культурного рівня країни, а також формування здорового середовища для підтримки та зростання молодих художників України.
За рік роботи проєкт зібрав під своїм началом 316 художників, провів 33 виставки на території всієї України, а також реалізував перший масштабний культурно-соціальний фестиваль "ART-Пікнік Слави Фролової".
Структура проєкту: 
- Благодійний фонд підтримки і розвитку молодого мистецтва України;
- Спілка молодих художників;
- Компанія з організації виставок, вернісажів, фестивалів.

## Всеукраїнський конкурс дитячого малюнка ROCKIT!
2018 року Слава Фролова провела перший всеукраїнський конкурс дитячого малюнка ROCKIT! Відкриття конкурсу відбулося у Національному музеї історії України.
Слава Фролова підкреслила:
|  | Головна мета нашого конкурсу — допомогти дітям відчути впевненість у своїх силах. Ми прагнемо, щоб кожна дитина зрозуміла: своїм талантом та наполегливістю можна досягти будь чого. Можливості безмежні. Креативність та талант — це не вроджені риси, як блакитні очі, а потенціал, який потребує підтримки, інвестицій та розвитку. |

## Особисте життя
У 2003 році в Києві у Слави народився син Марк, а в 2011 — дочка Серафима. Особисте життя Слава не коментує.

## Захоплення
Крім мистецтва, Слава Фролова захоплюється вітрильним спортом і мотоциклами.